# Krzysztof Skudlarski
Krzysztof Skudlarski (ur. 24 września 1930 w Warszawie, zm. 14 lipca 1995) – polski chemik, prof. dr hab.

## Życiorys
W czasie okupacji niemieckiej stracił oboje rodziców, a w trakcie powstania warszawskiego najstarszego brata. W 1944 został wywieziony na roboty do Niemiec, a w trakcie ewakuacji był przejściowo we Wrocławiu. Po wojnie studiował na Wydziale Chemicznym Politechniki Wrocławskiej i tam też pracował po studiach od 1954 r. w Katedrze Chemii Nieorganicznej. Doktorat uzyskał w 1962 i zaraz potem odbył staż na Wolnym Uniwersytecie Brukselskim.
Podczas stażu w Brukseli zapoznał się z wysokotemperaturową spektrometrią mas połączoną z metodą Knudsena efuzji par i po powrocie przez kilka lat prowadził przebudowę radzieckiego spektrometru mas, dzięki czemu uruchomił pierwszą w Polsce aparaturę do badania termodynamiki związków nieorganicznych i ich układów, w efekcie czego został kierownikiem Pracowni Wysokotemperaturowej Spektrometrii Mas w Instytucie Chemii Nieorganicznej i Metalurgii Pierwiastków Rzadkich. Habilitował się w 1973, a rok później otrzymał stanowisko docenta. Zorganizował Środowiskowe Laboratorium Mikroskopii Elektronowej i kierował nim w latach 1974-1984. W latach 1973–1984 był redaktorem Wydawnictw Naukowych Instytutu, a później w latach 1984-1987 zastępcą dyrektora Instytutu ds. dydaktycznych. W 1987 otrzymał tytuł i stanowisko profesora nadzwyczajnego, a w 1993 profesora zwyczajnego.
Autor lub współautor 62 prac naukowych, promotor 4 doktorów. Czynny członek Polskiego Towarzystwa Chemicznego, m.in. w latach 1981-1990 był członkiem jego Sekcji Chemii Nieorganicznej Komisji Nomenklaturowej i współautorem kolejnej wersji terminologii w języku polskim. 
Zmarł nagle 14 lipca 1995 r.